# 海南野木瓜
海南野木瓜（学名：Stauntonia hainanensis），为木通科野木瓜属下的一个植物种。其种加词“hainanensis”意为“海南的”。
现接受名为野木瓜（Stauntonia chinensis DC., 1817）。